# 二ツの竹
『二ツの竹』（ふたつのたけ）は、俳諧の撰集。赤穂藩士大高忠雄（子葉）編著。
赤穂浪士による吉良邸討ち入り直前の元禄15年（1702年）9月に刊。この時期、大高は吉良義央を討つために江戸下向をする直前である。まさに大高にとって俳人としての集大成の遺作とするために刊行した俳諧集である。大高忠雄と親交のあった含歓堂沾徳、宝井其角、中尾我黒、上島鬼貫など著名な俳人達が句をよせている。また大高と同じ浅野家中の神崎則休（竹平）、富森正因（春帆）、岡野包秀（放水）、萱野重実（涓泉）の句も載っている。